# Lettische Badmintonmeisterschaft 2011
Die Lettische Badmintonmeisterschaft 2011 fand vom 5. bis zum 6. Februar 2011 in Ādaži statt.

## Austragungsort
- Ādažu Sporta Centrs

## Medaillengewinner
| Disziplin    | Gold                             | Silber                       | Bronze                          |
| ------------ | -------------------------------- | ---------------------------- | ------------------------------- |
| Herreneinzel | Raimonds Cipe                    | Edijs Līviņš                 | Eduards Loze                    |
| Dameneinzel  | Ieva Pope                        | Monika Radovska              | Aija Pope                       |
| Herrendoppel | Guntis Lavrinovičs Kārlis Vidass | Edijs Līviņš Toms Preinbergs | Raimonds Cipe Eduards Loze      |
| Damendoppel  | Ieva Pope Kristīne Šefere        | Aija Pope Monika Radovska    | Ilze Ermiča Kristīne Martinsone |
| Mixed        | Eduards Loze Kristīne Šefere     | Raimonds Cipe Ieva Pope      | Kārlis Vidass Monika Radovska   |